# District de Neelum
Le district de Neelum est, avec ses 3 624 km2, la plus vaste subdivision administrative du territoire Azad Cachemire au Pakistan, formant le quart septentrional de celui-ci. Il est, par contre, avec ses 191 251 habitants en 2017, le deuxième moins peuplé des dix districts du territoire.
Le district de Neelum faisait partie du district de Muzaffarabad jusqu'en 2005. Il est composé de deux tehsils : l'Athmuqam Tehsil, dans lequel se trouve le siège du district, et le Sharda Tehsil. Son chef-lieu est la ville d'Athmuqam.